# 1952年オスロオリンピックのノルディック複合競技
1952年オスロオリンピックのノルディック複合競技（1952ねんオスロオリンピックのノルディックふくごうきょうぎ）は1952年1月29日、1月31日に行われた。

## 競技の結果

### 個人
- 本大会からジャンプを先に行いクロスカントリースキー18kmを後に行う形式に変更された。
- 前半ジャンプ1952年2月17日12:30～
- 後半クロスカントリー1952年2月18日11:00～

| 順位 | 国・地域     | 氏名                             | 記録                     |
| ---- | ------------ | -------------------------------- | ------------------------ |
| 金   | ノルウェー   | シモン・スロットビーク           | 451.621（JP1位、CC3位）  |
| 銀   | フィンランド | ヘイッキ・ハス                   | 447.500（JP5位、CC1位）  |
| 銅   | ノルウェー   | スヴェレ・ステネルセン           | 436.355（JP2位、CC9位）  |
| 4    | フィンランド | パーヴォ・コルホネン             | 434.727（JP6位、CC2位）  |
| 5    | ノルウェー   | ペール・ジェルテン               | 432.848（JP3位、CC6位）  |
| 6    | ノルウェー   | オットマール・ジェルムントハウグ | 432.121（JP6位、CC5位）  |
| 7    | フィンランド | アウリス・シッポネン             | 425.227（JP12位、CC4位） |
| 8    | フィンランド | エーティ・ニエミネン             | 424.181（JP6位、CC7位）  |
| 9    | オーストリア | ハンス・エダー                   | 420.575（JP4位、CC11位） |
| 10   | スイス       | アルフォンゾ・シュペールザクソ   | 415.196（JP9位、CC8位）  |